# La sigaraia del Mossel'prom
La sigaraia del Mossel'prom (Папиросница от Моссельпрома, Papirosnica ot Mossel'proma) è un film muto del 1924 diretto da Jurij Željabužskij.
La prima del film si tenne il 2 dicembre 1924.

## Trama
Il Mossel'prom è un edificio del centro di Mosca che ospitava l'omonima fabbrica di prodotti alimentari e di sigarette. Nella strada prospiciente la giovane e bella Zina Vesenina vende sigarette e di lei s'innamorano l'operatore cinematografico Latugin e l'impiegato Mitjušin, il quale, benché non fumi, pur di avvicinarla ogni mattina compra da lei un pacchetto di sigarette. Latugin le offre invece una parte in un film che sta girando e così Zina diventa un'attrice.
Anche l'uomo d'affari statunitense Oliver Mac Wright la nota e le propone di diventare la propria amante e di trasferirsi negli Stati Uniti. Dopo una serie di avventure comiche, Zina rifiuta le « offerte » di Mac Wright e sposa Latugin. Subito dopo sposati assisteranno alla prima del loro film, La sigaraia del Mossel'prom.